# カントリーガール
『カントリーガール』（COUNTRY GIRL）は、谷山浩子作詞・作曲の楽曲で、1980年3月21日に8作目のシングルとして発売された。1990年11月14日に発売されたオリジナル・ベストアルバムのタイトルチューンでもある。このベストアルバムについても本項で扱う。
小森まなみによるカバーもされており、2006年にシングルがリリースされている。こちらについても後述する。

## 谷山浩子のシングル
「カントリーガール」のシングルは、当時のEP盤の収録時間の制約により3番までしか収録できなかった。「カントリーガール」には3番までのバージョンと4番があるバージョンが存在するが、3番までのバージョンはこのシングルを元音源とするもののみで、ベストアルバム『谷山浩子 BEST SELECTION』『HIROKO TANIYAMA '70S』に収録されている。
B面の「ミスティナイト」は、ベストアルバム『Memories』にライブバージョンが収録されているが、シングルバージョンは『谷山浩子 45th シングルコレクション』で初めてCD化された。

### 収録曲
1. カントリーガール
2. ミスティナイト
  - ラジオ関西の『Gal Gal コーベ』の企画で、リスナーが応募した歌詞に曲をつけて歌ったコーナーで採用された中の一曲。

- 作曲: 谷山浩子（全曲）
- 作詞: 谷山浩子（1）、安田義文（2）
- 編曲: 山川恵津子（全曲）

## 谷山浩子のアルバム
シングル曲をメインに、この時期までの代表曲を揃えたオリジナルベストアルバム。このアルバムに収録された曲は、その多くが2005年に発売された2枚組ベストアルバム『白と黒』の白盤の選曲にも引き継がれている。
ほとんどの曲に歌い直しやバックトラックの差し替えがなされており、レコーディングはイギリス・ロンドン郊外のレジデンシャルスタジオで行われた。本作の担当ミキサーにより、ディレイが至るところでよくかけられている。ジャケットはベルギーで撮影されたもの。

### 収録曲
1. カントリーガール（New Recording）
作詞・作曲：谷山浩子、編曲：石井AQ
2. お早うございますの帽子屋さん（New Recording）
作詞・作曲：谷山浩子、編曲：石井AQ
3. 風になれ〜みどりのために〜（New Recording）
作詞・作曲：谷山浩子、編曲：石井AQ・谷山浩子
  - アルバム『眠れない夜のために』バージョンがベースとなった新録音。
4. うさぎ
作詞・作曲：谷山浩子、編曲：石井AQ・谷山浩子
5. てんぷら☆さんらいず
作詞・作曲：谷山浩子、編曲：鳴海寛・山川恵津子
  - シングルバージョンがベースとなっている。
6. SORAMIMI〜空が耳をすましている〜
作詞・作曲：谷山浩子、編曲：倉田信雄
7. 銀河通信
作詞・作曲：谷山浩子、編曲：石井AQ
  - アルバム『冷たい水の中をきみと歩いていく』バージョンがベースとなっている。
8. 地上の星座
作詞・作曲：谷山浩子、編曲：平野孝幸
  - シングルバージョンがベースとなっている。
9. ねこの森には帰れない（New Recording）
作詞・作曲：谷山浩子、編曲：石井AQ
10. 河のほとりに（Single Version）
作詞・作曲：谷山浩子、編曲：戸塚修
11. リカちゃんのポケット
作詞・作曲：谷山浩子、編曲：橋本一子・藤本敦夫
12. 夜のブランコ
作詞・作曲：谷山浩子、編曲：松下誠
13. 窓
作詞・作曲：谷山浩子、編曲：小野崎孝輔
14. MOON SONG
作詞・作曲：谷山浩子、編曲：石井AQ・谷山浩子
15. おやすみ（アルバム『眠れない夜のために』バージョン）
作詞・作曲・編曲：谷山浩子

- プロデューサー：石井AQ、谷山浩子
- ディレクター：日朝幸雄、長岡和弘

## 小森まなみのシングル
サウンドプロデューサーは池間史規。カップリング曲は『mamiのRADIかるコミュニケーション』の新エンディング曲となった「君色アクセル」である。初回封入特典にはオリジナルメモリーフォトカードがあった。

### 収録曲
1. カントリーガール
2. カントリーガール（Instrumental）
3. 君色アクセル
4. 君色アクセル（Instrumental）